# Ermida de Nossa Senhora da Boa Viagem (Portal)

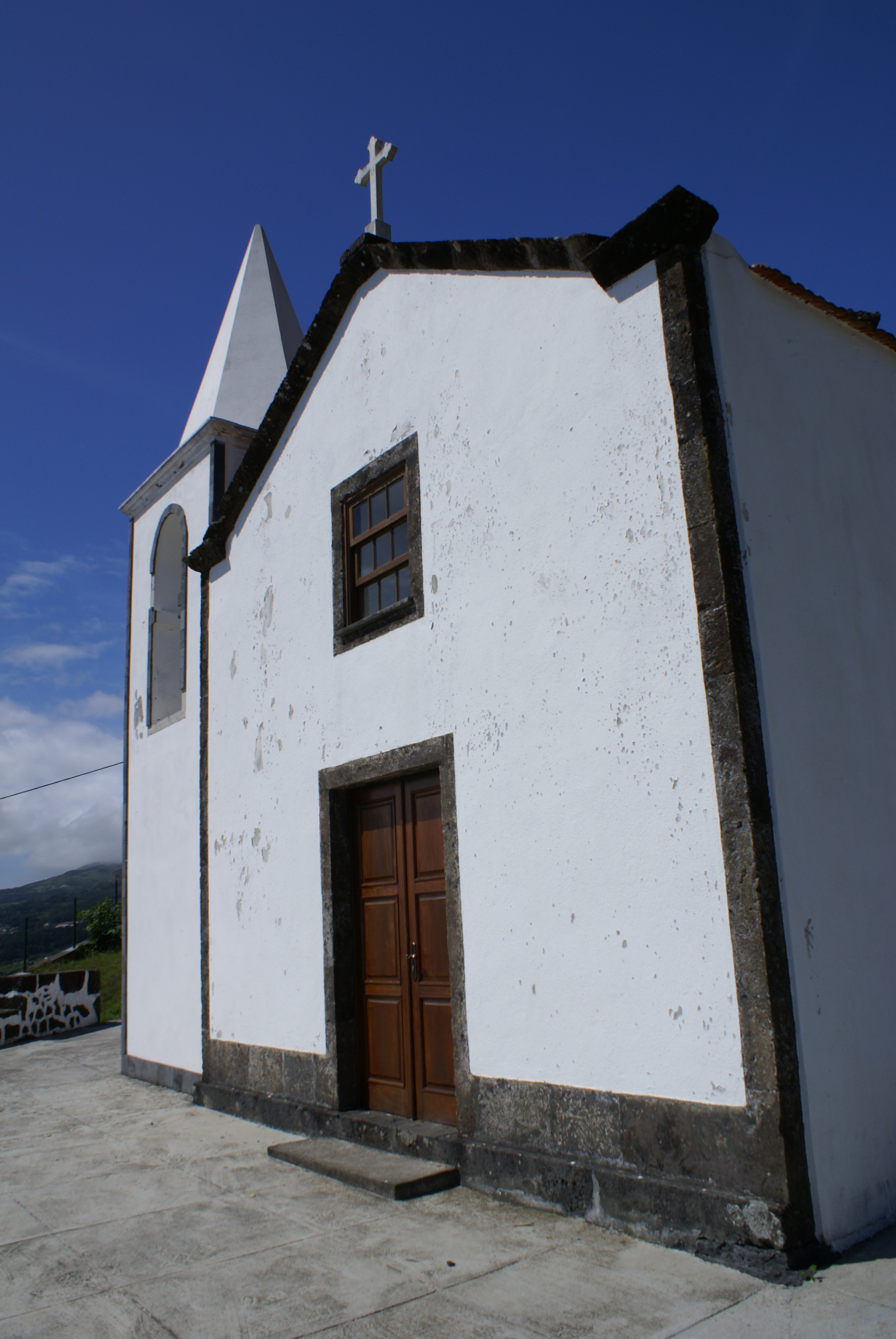
Ermida de Nossa Senhora da Boa Viagem, Portal.

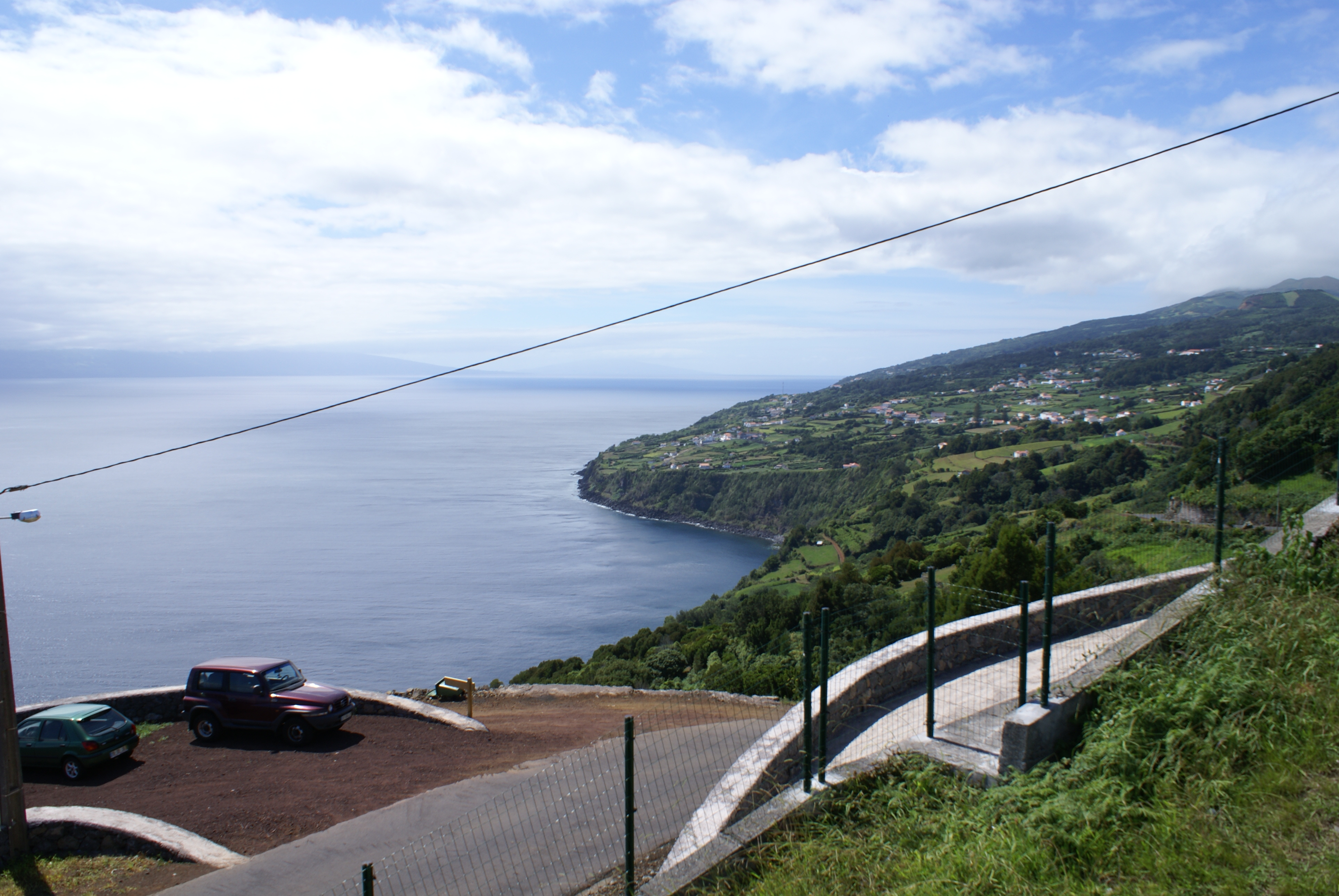
Paisagem vista do Adro da Ermida de Nossa Senhora da Boa Viagem, Portal.

A Ermida de Nossa Senhora da Boa Viagem é uma ermida portuguesa que se encontra edificada na localidade do Portal, freguesia da Ribeira Seca, município da Calheta, Ilha de São Jorge, arquipélago dos Açores.
A ermida desta localidade foi inaugurada no dia 26 de Outubro de 1901, dia em que foi levada para este templo em procissão a imagem da sua padroeira a partir da Igreja de Santa Catarina da Calheta.
Este templo tem um importante retábulo em madeira de Pinho e Mogno, que em 2001 foi submetido a trabalhos de restauro e manutenção. A imagem da padroeira acima referida se trata de uma importante escultura policromática que remonta aos finais do século XIX, e que também foi restaurada em 2001.
A partir do adro deste templo, e dado a sua localização quase à beira de uma falésia tem-se uma vista grandiosa sobre a freguesia da Ribeira Seca.
Ao lado desta ermida foi construído um Império do Espírito Santo, o Império da Espírito Santo do Portal.